# Copenhagen Cowboy
Copenhagen Cowboy è una serie televisiva del 2022, creata dal regista danese Nicolas Winding Refn, noto per il suo stile visivamente distintivo e atmosferico in opere come Drive e The Neon Demon. La serie, disponibile su Netflix, è caratterizzata dal tipico approccio di Refn, con un mix di immagini iper-stilizzate, narrazione minimalista e una colonna sonora inquietante.

## Trama
La trama segue Miu, una giovane donna misteriosa con un passato segnato dalla schiavitù, mentre si addentra nel mondo criminale di Copenaghen. Dopo essere fuggita da una vita oppressiva, Miu intraprende un viaggio di vendetta e scoperta personale, immergendosi in un universo intriso di magia oscura, tonalità soprannaturali e temi esistenziali. La serie mescola surrealismo e noir, confondendo spesso i confini tra realtà e fantasia.

## Episodi
| Stagione       | Episodi | Prima TV USA   | Prima TV Italia |
| -------------- | ------- | -------------- | --------------- |
| Prima stagione | 6       | 5 gennaio 2023 | 5 gennaio 2023  |

## Recensioni
Copenhagen Cowboy ha ricevuto recensioni contrastanti ma generalmente positive: è stata lodata per la sua estetica, l’atmosfera e l’ambizione, mentre il ritmo lento e la narrazione criptica hanno diviso il pubblico.

## Cameo
Il regista Nicolas Winding Refn ha inserito un cameo del celebre game designer giapponese Hideo Kojima in Copenhagen Cowboy, la sua serie uscita su Netflix nel 2023. Kojima, noto creatore di giochi come Metal Gear Solid e Death Stranding,è un amico di lunga data di Refn e i due hanno collaborato in passato. Refn, infatti, è apparso come un personaggio virtuale in Death Stranding (con il nome di “Heartman”).
Nel cameo, Kojima compare in una scena onirica e surreale che si sposa perfettamente con l’estetica visionaria della serie. Questo dettaglio ha entusiasmato i fan sia del regista che del game designer, che condividono una passione per narrazioni complesse, atmosfere cupe e sperimentazioni artistiche.
La presenza di Kojima è un ulteriore esempio del rapporto sempre più stretto tra cinema e videogiochi, due mezzi che condividono linguaggi visivi e narrativi.